# スクラントン・ウィルクスバリ・レイルライダース
スクラントン・ウィルクスバリ・レイルライダース（Scranton/Wilkes-Barre RailRiders, 略称SWB）は、アメリカ合衆国ペンシルベニア州ラッカワナ郡ムージック（スクラントン・ウィルクスバリ都市圏内）に本拠地をおくマイナーリーグの野球チームである。
メジャーリーグベースボールのニューヨーク・ヤンキース傘下AAA級チームで、インターナショナルリーグでプレーしている。本拠地球場はPNCフィールド。
1989年から2006年まではスクラントン・ウィルクスバリ・レッドバロンズというチーム名でフィラデルフィア・フィリーズの傘下だったが、2007年からヤンキース傘下となりロゴやユニフォーム、チーム名をスクラントン・ウィルクスバリ・ヤンキースに変更するなど一新。2012年にはPNCフィールドを改装することになり、使用できなくなったためにチーム名を一時的にエンパイアステート・ヤンキースに変更した。同年、チーム名を変更することになったため一般公募した結果、路面電車発祥の地ということに因んで2013年より現在のチーム名を使用することが決定した。

## 歴史

### スクラントン移転以前
1919年、ペンシルベニア州のレディングに「レディング・コールバロンズ」として設立された。
1920年、「レディング・マーリンズ」に改名。
1921年、「レディング・エーシズ」に改名。
1923年、「レディング・キーストーンズ」に改名。
1932年の8月にニューヨーク州のオールバニに移転し、「オールバニ・セネタース」に改名。
1937年にニュージャージー州のジャージーシティに移転し、「ジャージーシティ・ジャイアンツ」に改名。ニューヨーク・ジャイアンツと提携。
1951年、オンタリオ州のオタワに移転し、「オタワ・ジャイアンツ」に改名。
1952年、フィラデルフィア・アスレチックスと提携し、チーム名を「オタワ・アスレチックス」に改名。
1955年にオハイオ州のコロンバスに移転し、「コロンバス・ジェッツ」に改名。
1957年、ピッツバーグ・パイレーツと提携。
1971年にウエストバージニア州のチャールストンに移転し、「チャールストン・チャーリーズ」に改名。
1977年、ヒューストン・アストロズと提携。
1980年、テキサス・レンジャーズと提携。
1981年、クリーブランド・インディアンスと提携。
1984年、メイン州のオールドオーチャードビーチに移転し、「メイン・ガイズ」に改名。
1987年、フィラデルフィア・フィリーズと提携。ペンシルベニア州・スクラントンの「ノースイースト・ベースボール社」が球団を買収。
1988年、「メイン・フィリーズ」に改名。

### スクラントン移転後
1989年、スクラントンに移転し、「スクラントン・ウィルクスバリ・レッドバロンズ」に改名。
1992年、地区優勝を果たす。
1999年、2度目の地区優勝を果たす。
2002年、3年ぶり3度目の地区優勝を果たす。
2006年、4年ぶり4度目の地区優勝。シーズンオフの9月21日に球団が2007年シーズンからニューヨーク・ヤンキースと2年契約で提携することを発表。12月12日には「スクラントン・ウィルクスバリ・ヤンキース」に改名することを発表した。
2007年、2年連続5度目の地区優勝を果たした。
2008年、3年連続となる地区優勝を果たし、ガバナーズ・カップでダーラム・ブルズを破り初のリーグ制覇を達成。オフの12月15日にクリステン・ローズが社長に就任したことを発表した。
2009年、4年連続となる地区優勝を果たしたが、チャンピオンシップでブルズに敗れた。
2010年5月20日に球団がヤンキースとの提携を2014年まで延長したと発表。シーズンは5年連続となる地区優勝を果たすも、準決勝でコロンバス・クリッパーズに敗れる。オフの11月10日に球団が本拠地・PNCフィールドを4000万ドルで改修することを発表した。
2011年は北地区3位（リーグ7位）でプレーオフ進出を逃した。
2012年、ラッカワナ郡がニューヨーク・ヤンキースとマンダレー・ベースボールが共同経営する「SWBヤンキース」に球団を1460万ドルで売却。7月9日にはロブ・クレインが球団社長兼ゼネラルマネージャーに就任した。本拠地・PNCフィールドが改修中のため、大半は同リーグに所属するAAA級ロチェスター・レッドウイングスの本拠地「フロンティア・フィールド」（ニューヨーク州ロチェスター）を使用した。その他、「ドワイアー・スタジアム（A級バタビア・マックドッグス本拠地）」、「NBTバンク・スタジアム」、「コカ・コーラ・フィールド」、「コカ・コーラ・パーク」、「マッコイ・スタジアム」の5球場を使用した。チームは2年ぶりの地区優勝を果たし（リーグ2位）、プレーオフに進出したが、ポータケット・レッドソックスとの準決勝で1勝3敗となり、決勝進出を逃した。11月14日、チーム名を2013年シーズンから「スクラントン・ウィルクスバリ・レイルライダース」に改名することを発表した。
2013年7月25日のトレド・マッドヘンズ戦で1対1のまま移転後最長となる延長20回に突入し、ランディ・ルイーズの本塁打で勝利した。シーズンは首位と12.5ゲーム差の北地区5位（リーグ10位）に沈んだ。
2014年は2年連続で北地区5位（リーグ11位）と低迷。9月3日にはオーナーのマンダレー・ベースボール社が、地元の投資団体であるSWBインベスターズ合同会社に50%の所有権を売却することを発表した。
2015年は81勝（63敗）で5年ぶりの北地区優勝（リーグ3位）を果たし、3年ぶりのプレーオフ出場となった。しかし、インディアナポリス・インディアンスとの準決勝で0勝3敗に終わり、チームは敗退した。
2016年は2年連続となる北地区優勝（リーグ1位）でレギュラーシーズンを終え、プレーオフへ進出。準決勝のリーハイバレー・アイアンピッグス戦を3勝0敗で下すと、決勝のグウィネット・ブレーブス戦も3勝1敗で勝ち越し、8年ぶりのリーグ優勝を果たした。9月20日に行われたエル・パソ・チワワズとのAAAベースボールナショナルチャンピオンシップでは3対1で勝利し、初のクラス優勝を果たした。
2017年も3年連続で北地区優勝（リーグ1位）でレギュラーシーズンを終え、プレーオフへ進出した。

## 選手名鑑

### 主な過去所属選手
- パット・バレル（1999年 - 2000年）
- ジミー・ロリンズ（1999年 - 2000年）
- メルキー・カブレラ（2008年）
- ジョバ・チェンバレン（2007年, 2013年）
- 井川慶（2007年 - 2011年）
- アレックス・ロドリゲス（2011年）

## 年度別成績
| 年                                             | 勝敗         | 順位       | 監督                                                          | ポストシーズン |
| ---------------------------------------------- | ------------ | ---------- | ------------------------------------------------------------- | -------------- |
| スクラントン・ウィルクスバリ・レッドバロンズ   |              |            |                                                               |                |
| 1989                                           | 64勝79敗     | 7位        | ビル・ダンシー                                                | -              |
| 1990                                           | 68勝78敗     | 5位        | ビル・ダンシー                                                | -              |
| 1991                                           | 65勝78敗     | 7位        | ビル・ダンシー                                                | -              |
| 1992                                           | 84勝58敗     | 2位        | リー・エリア                                                  | 決勝敗退       |
| 1993                                           | 62勝80敗     | 8位        | ジョージ・カルバー                                            | -              |
| 1994                                           | 62勝80敗     | 10位       | マイク・クーパー                                              | -              |
| 1995                                           | 70勝72敗     | 8位        | マイク・クーパー                                              | -              |
| 1996                                           | 70勝72敗     | 5位 (同率) | ブッチ・ホブソン (13勝14敗) ラモン・アビレス (57勝58敗)       | -              |
| 1997                                           | 66勝76敗     | 8位        | マーク・ボンバード                                            | -              |
| 1998                                           | 67勝75敗     | 11位       | マーク・ボンバード                                            | -              |
| 1999                                           | 78勝66敗     | 5位        | マーク・ボンバード                                            | 準決勝敗退     |
| 2000                                           | 85勝60敗     | 2位        | マーク・ボンバード                                            | 決勝敗退       |
| 2001                                           | 78勝65敗     | 4位        | ジェリー・マーティン (33勝32敗) マーク・ボンバード (45勝33敗) | 決勝敗退       |
| 2002                                           | 91勝53敗     | 1位        | マーク・ボンバード                                            | 準決勝敗退     |
| 2003                                           | 73勝70敗     | 4位 (同率) | マーク・ボンバード                                            | -              |
| 2004                                           | 69勝73敗     | 8位        | マーク・ボンバード                                            | -              |
| 2005                                           | 69勝75敗     | 9位 (同率) | ジーン・ラモント                                              | -              |
| 2006                                           | 84勝58敗     | 1位        | ジョン・ラッセル                                              | 準決勝敗退     |
| スクラントン・ウィルクスバリ・ヤンキース       |              |            |                                                               |                |
| 2007                                           | 84勝59敗     | 1位        | デイブ・マイリー                                              | 準決勝敗退     |
| 2008                                           | 88勝56敗     | 1位        | デイブ・マイリー                                              | リーグ優勝     |
| 2009                                           | 81勝60敗     | 3位        | デイブ・マイリー                                              | 決勝敗退       |
| 2010                                           | 87勝56敗     | 2位        | デイブ・マイリー                                              | 準決勝敗退     |
| 2011                                           | 73勝69敗     | 7位        | デイブ・マイリー                                              | -              |
| 2012                                           | 84勝60敗     | 2位        | デイブ・マイリー                                              | 準決勝敗退     |
| スクラントン・ウィルクスバリ・レイルライダース |              |            |                                                               |                |
| 2013                                           | 68勝76敗     | 10位       | デイブ・マイリー                                              | -              |
| 2014                                           | 68勝76敗     | 11位       | デイブ・マイリー                                              | -              |
| 2015                                           | 81勝63敗     | 3位        | デイブ・マイリー                                              | 準決勝敗退     |
| 2016                                           | 91勝52敗     | 1位        | アル・ペドリック                                              | リーグ優勝     |
| 合計                                           | 2102勝1895敗 |            |                                                               |                |